# Espantamainades
Un espantamainades, anomenat també espantanens o espantacriatures, és un personatge imaginari que s'invoca per espantar la canalla amb fins normalment pràctics com evitar que es facin amb desconeguts o que vagin sols per fora de casa. A vegades només és una manifestació del temors de la natura que no se saben explicar.
Hi ha figures mundials que tenen el seu referent a Catalunya com ara el Papu, l'home del sac i les bruixes i d'altres de ben propis i genuïns com ara el Marraco, la Pesanta i el Dip.